# 17883 Scobuchanan
17883 Scobuchanan (1999 CP105) là một tiểu hành tinh vành đai chính được phát hiện ngày 12 tháng 2 năm 1999 bởi Nhóm nghiên cứu tiểu hành tinh gần Trái Đất phòng thí nghiệm Lincoln ở Socorro.